# Lịch Du
Lịch Du (6 tháng 2 năm 1940 – 27 tháng 1 năm 2021) là một diễn viên điện ảnh, nhà biên kịch Việt Nam. Bà được nhà nước Việt Nam trao tặng danh hiệu Nghệ sĩ ưu tú vào năm 1997.

## Cuộc đời
Nghệ sĩ Lịch Du tên thật là Đỗ Thị Lịch Du, sinh ngày 6 tháng 2 năm 1940 ở thị xã Hưng Yên, tỉnh Hưng Yên. Bà là con gái út trong một gia đình bảy anh chị em. Ban đầu, cha mẹ định cho bà sang Bắc Kinh học tập để vào làm cán bộ ở Công ty Bóng đèn, phích nước Rạng Đông. Nhưng vì ước mơ làm diễn viên mà bà đã bỏ về, một mình lên Hà Nội, ở nhà bạn, làm nghề đan len thuê, thùa khuyết đơm cúc áo cho các tiệm may.
Trong một lần tham gia lớp học kịch, Lịch Du đọc được thông báo tuyển diễn viên và tham gia đợt thi tuyển đầu tiên của Trường Điện ảnh Việt Nam. Bà bị đánh trượt nhưng vẫn đỗ "vớt" nhờ thợ ảnh hôm đó (chuyên gia người Liên Xô) khẳng định triển vọng nếu được đào tạo bài bản. Lịch Du trở thành sinh viên khóa đầu tiên (1959–1962) của Trường Điện ảnh Việt Nam (nay là Trường Sân khấu Điện ảnh), cùng khóa với Trà Giang, Hải Ninh, Ngọc Lan, Minh Đức,...
Sau khi tốt nghiệp, Lịch Du gia nhập Hãng phim truyện Việt Nam. Năm 1966, bà bắt đầu sự nghiệp diễn xuất với bộ phim Bình minh trên rẻo cao của đạo diễn Trần Đắc và Nguyễn Đỗ Ngọc. Từ đó cho đến năm 1975, bà tham gia hơn 20 bộ phim, nhưng chỉ có một lần vào vai chính Luông Chăn trong phim Hai người mẹ (1975) của đạo diễn Nguyễn Khắc Lợi. Đây là bộ phim Việt Nam đầu tiên làm về đề tài tình hữu nghị chiến đấu của hai nước Việt – Lào. Vai Luông Chăn được nhiều đạo diễn khen ngợi ở Liên hoan phim Việt Nam năm 1977, cũng là vai chính duy nhất trong sự nghiệp diễn xuất của bà.
Sau một thời gian tham gia lồng tiếng cho phim, vào đầu những năm 90, nghệ sĩ Lịch Du chuyển vào Thành phố Hồ Chí Minh vì sự nghiệp của con gái, chuyển sang viết kịch bản. Từ năm 1992, một số kịch bản của bà được đạo diễn Hoàng Tích Chỉ chuyển thể thành phim. Thành công lớn nhất trong sự nghiệp cầm bút của bà là Người Hà Nội, chuyển thể từ tiểu thuyết Phố của nhà văn Chu Lai. Năm 1997, bà được Nhà nước trao tặng danh hiệu Nghệ sĩ ưu tú.
Những năm cuối đời, bà trở lại Hà Nội, vào sống ở Trung tâm Chăm sóc người cao tuổi, còn nhà thì cho thuê. Ngày 27 tháng 1 năm 2021, nghệ sĩ ưu tú Lịch Du qua đời vì nhồi máu cơ tim.

## Cuộc sống cá nhân
Nghệ sĩ Lịch Du và ca sĩ Quốc Hương chung sống với nhau mà không có đăng ký kết hôn do bị gia đình bà phản đối vì chênh lệch tuổi tác. Hai người chỉ có thể tổ chức cưới "chui" với một bàn tiệc ở khách sạn Phú Gia. Lễ cưới có sự góp mặt của Thứ trưởng Lê Liêm, nhà thơ Huy Cận, Thủ trưởng Xưởng phim truyện (cơ quan của bà Lịch Du) và Trưởng đoàn Ca múa nhân dân Trung ương (cơ quan của ông Quốc Hương). Hai người có một con gái tên là Dạ Hương. Đến năm 1975, khi đất nước thống nhất, hai người tự nguyện chia tay khi Quốc Hương vào Nam.
Nghệ sĩ Lịch Du còn có hai cuộc hôn nhân khác nhưng đều đi đến chia tay.

## Sự nghiệp

### Phim điện ảnh
| Năm  | Phim                          | Vai diễn               | Đạo diễn             | Ghi chú | Nguồn  |
| ---- | ----------------------------- | ---------------------- | -------------------- | ------- | ------ |
| 1964 | Hai người lính                |                        | Vũ Sơn               |         |        |
| 1966 | Bình minh trên rẻo cao        | Vợ ông Ruôn            | NSND Trần Đắc        |         | [ 12 ] |
| 1969 | Lửa                           | Thím Sáu               | NSND Phạm Văn Khoa   |         |        |
| 1971 | Không nơi ẩn nấp              | Vợ Hai Dong            | NSND Phạm Kỳ Nam     |         |        |
| 1972 | Vĩ tuyến 17 ngày và đêm       | Vợ Vệ                  | NSND Hải Ninh        | [ a ]   |        |
| 1973 | Bài ca ra trận                | Đội trưởng cáng thương | NSND Trần Đắc        | [ b ]   |        |
| 1973 | Người về đồng cói             | Vị                     | NSND Bạch Diệp       |         |        |
| 1975 | Hai người mẹ                  | Luông Chăn             | NSND Nguyễn Khắc Lợi |         | [ 6 ]  |
| 1976 | Đứa con nuôi                  | Đào                    | NSND Nguyễn Khánh Dư |         |        |
| 1980 | Đất mẹ                        | Vợ Voòng Chăn          | NSND Hải Ninh        |         |        |
| 1984 | Ngọn đèn trong mơ             | Mẹ Linh                | Đỗ Minh Tuấn         |         |        |
| 1986 | Kỷ niệm đồi trăng             | Dung                   | NSƯT Hà Văn Trọng    |         |        |
| 1986 | Cuộc chia tay không hẹn trước | Vợ Trương Đồng         | NSND Bạch Diệp       |         |        |

### Kịch bản
- Gọi tình yêu quay về[13]
- Tình yêu của tôi, nỗi buồn của tôi
- Người Hà Nội
- Nắng hoàng hôn

## Danh hiệu
- Nghệ sĩ ưu tú (1997)